# NGC 1824
NGC 1824 este o galaxie spirală situată în constelația Peștele de Aur. A fost descoperită în 26 decembrie 1834 de către John Herschel. Se află la o distanță de 11,27 megaparseci de Pământ.